# Acrobazia aerea

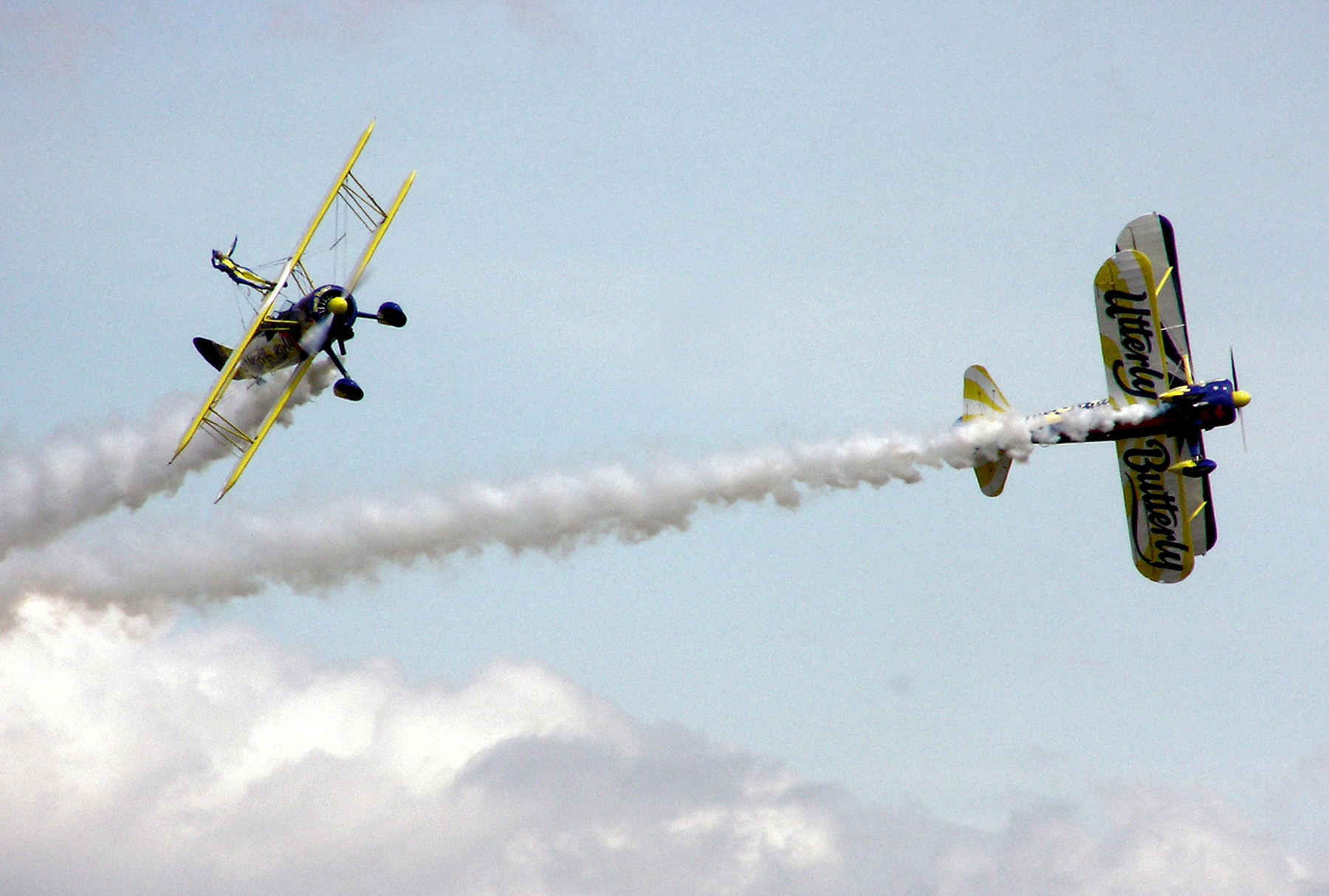
La pattuglia acrobatica britannica Utterly Butterly esegue una manovra acrobatica con i loro Boeing Stearman.

L'acrobatica aerea è l'attività svolta a scopo di addestramento, operativo (combattimento), sportivo o spettacolo (air shows), per l'esecuzione di manovre aeree definite acrobatiche, ovvero che coinvolgano il volo sul piano orizzontale (tonneau) e/o verticale (looping), da parte di uno o più aerodine (principalmente aerei, alianti ed ultimamente elicotteri).
Le manovre sono spesso combinate, interessando contemporaneamente il piano verticale e quello orizzontale, il che esige un più elevato livello di abilità del pilota, ma aumentano notevolmente l'efficacia operativa e/o lo spettacolo di una sequenza di volo acrobatico: alcune manovre complesse, come ad esempio la Vite, richiedono infatti lo spostamento e la contemporanea rotazione del velivolo attorno all'asse verticale, noto come yawing.
È praticata anche come sport: alcuni piloti scelgono di praticarla unicamente a scopo ricreativo, mentre un piccolo numero (diverse centinaia in tutto il mondo) hanno scelto di praticarla a livello agonistico partecipando ai campionati di volo acrobatico, nazionali ed internazionali, che si dividono in diverse categorie: sportsman, intermedia, avanzata ed illimitata, sia per velivoli a motore che per aliante, a seconda della difficoltà richiesta e dal livello tecnico dei partecipanti. I piloti più addestrati sono in grado di eseguire figure molto più complesse e sostenere livelli più elevati di accelerazione di gravità (g) fino a +12g se dotati di indumenti appositi (tuta o pantalone anti-G)).
In Italia l'attività è regolamentata, per la parte riguardante le certificazioni degli aeromobili e le abilitazioni dei piloti dall'Ente Nazionale per l'Aviazione Civile (ENAC), per il settore sportivo agonistico dall'Aero Club d'Italia.

## Storia

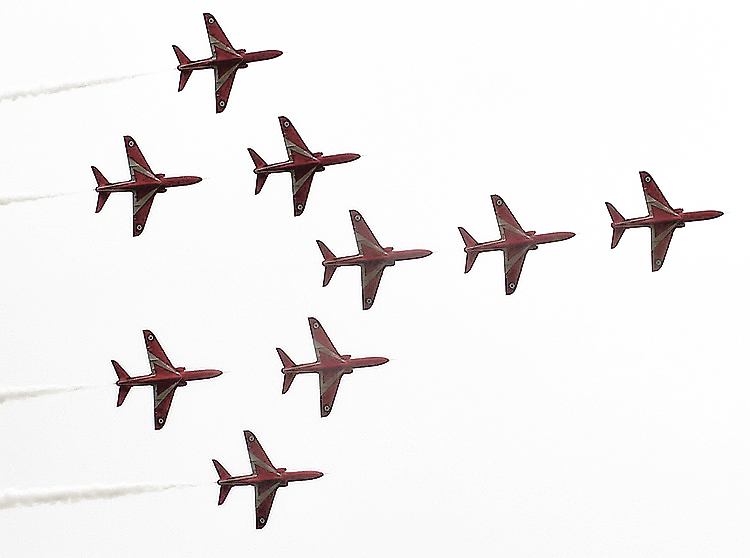
I BAE Hawk delle Red Arrows mentre eseguono la figura acrobatica Concorde.

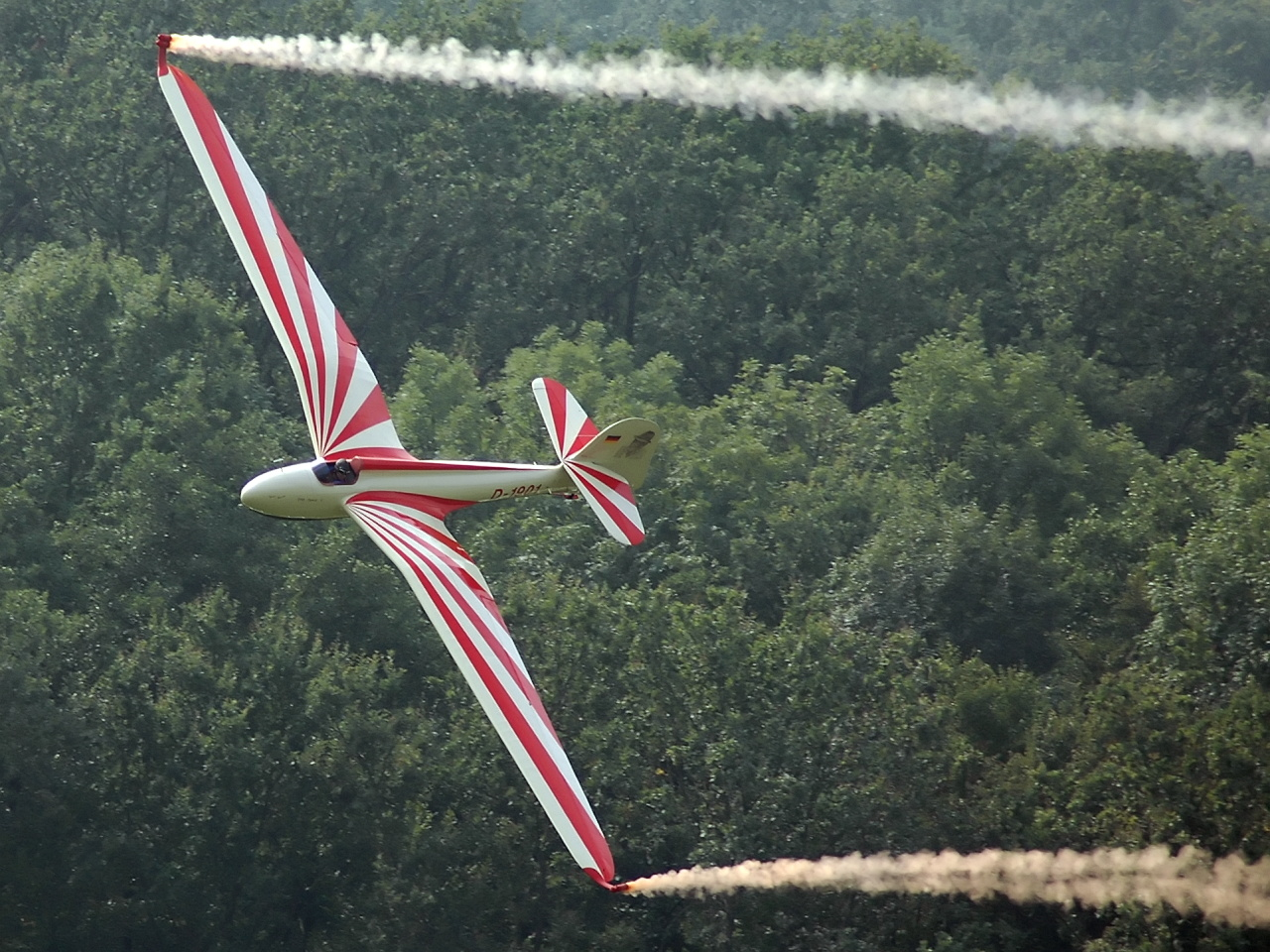
L'aliante acrobatico DFS Habicht.

## Lista delle pattuglie acrobatiche militari

### Africa
Egitto
- القوات الجوية المصرية (El Qūwāt El Gawīyä El Maṣrīya)
  - "Stelle d'Argento" (El Minya)

Dieci K-8E Karakorum. Formati nel 1974.
 Marocco
- Al-Quwwat al-Jawwiyya al-Malikiyya al-Maghribiyya
  - "Patrouille de la Marche Verte" ("Pattuglia della Marcia Verde") (Marrakech/Ménara)

Otto Mudry CAP 232. Creata nel 1984.
 Sudafrica
- Suid-Afrikaanse Lugmag/South African Air Force
  - Die Silwer Valke/Silver Falcons ("I Falchi d'Argento") (Langebaanweg)

Cinque Pilatus PC-7 Mk.II. Creata nel 1967.

### Asia
Arabia Saudita

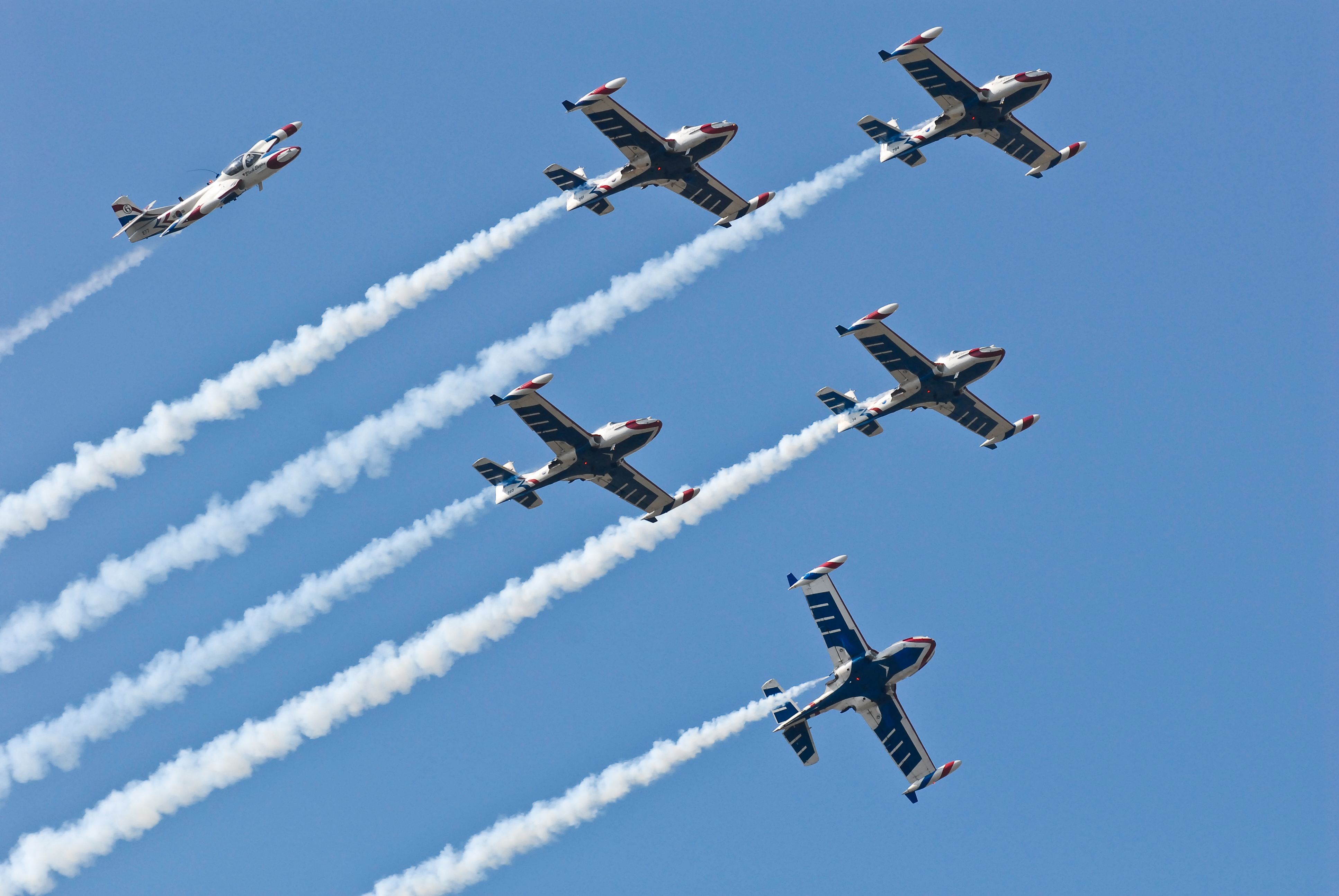
La formazione delle Sud Coreane Black Eagles con i Cessna A-37B Dragonfly in una delle ultime esibizioni nel 2007

- القوات الجوية الملكية السعودية (Al-Quwwat al-Jawwiyya al-Saʿūdīyah)
  - "السرب الثامن والثمانون "لصقور السعودية

(Al-Sarab al-Ththamin Walthamanun - "al-Ṣuqūr al-Saʿūdīyah" / 88º Gruppo "Falchi Sauditi") (Tabuk)
Sei BAe Hawk Mk.65. Formati nel 1998.
 Cina
- 中国人民解放军空军 (Zhōngguó Rénmín Jiěfàngjūn Kōngjūn)
  - "八一" 飞行表演队 ("Bā Yī" Fēixíng Biǎoyǎn Duì - Pattuglia Esibizioni Aeree "1º Agosto") (Yangcun)

Sei Chengdu J-10A/S. Formati nel 1962.
 Corea del Sud
- Daehan Minguk Gonggun
  - 제239특수비행대대 "블랙이글" (Je 239 Teugsu Bihaengdaedae "Beullaeg-Igeul" - 239º Gruppo Speciale '"Aquile Nere") (Wonju/Hoengseong)

Sei KAI T-50B Golden Eagle. Formati nel 1994.
 Emirati Arabi Uniti
- الإمارات العربية المتحدة الجوية القوات (Al-ʾImārāt al-ʿArabīyyah al-Muttaḥidah al-Quwwāt al-Jawiyah)
  - "ﺍﻟﻔﺮﺳﺎﻥ" ("Al Fursan" - "I Cavalieri") (Dubai/Minhad)

Sette Aermacchi MB-339A. Formati nel 2010.
 Giappone
- 航空自衛隊 (Kōkū Jieitai)
  - 第11飛行隊 "ブルーインパルス" - (Dai 11 Hikō-tai "Burū Inparusu" - 11º Gruppo "Impulso Blu") (Matsushima)

Sei Kawasaki T-4. Formati nel 1960.
 Giordania
- سلاح الجو الملكي الأردني (Silāḥ ul-Jawu al-Malakī ’al-Urdunī)
  - "صقور الأردن الملكية" ("Auqur al'Urdun al-Malakia" - "Reali Falchi Giordani") (Aqaba)

Quattro Walters Extra 300L. Formati nel 1976.
 India
- भारतीय वायुसेना (Bhāratīya Vāyu Senā)
  - "सूर्य किरण" ("Surya Kiran" - 52º Gruppo "Raggi di Sole") (Bidar)

Nove BAe Hawk Mk.132. Formati nel 1996.
- "सारंग" ("Sarang" - 151° Unità Elicotteri - Pattuglia Dimostrativa Elicotteri "Pavone") (Sulur)

Quattro HAL Dhruv. Formati nel 2003.
- भारतीय नौ सेना (Bhāratīya Nāu Senā)
  - "Sagar Pawan" - 551º Gruppo Aviazione Navale "Brezza Marina") (Vishakhapatnam)

Quattro BAe Hawk Mk.132. Formati nel 2003.
 Indonesia
- Tentara Nasional Indonesia Angkatan Udara
  - Skadron Pendidikan 102 - Tim "Jupiter" (102º Gruppo Addestramento - Pattuglia "Giove") (Jogyakarta/Adisucipto)

Sei KAI KT-1B "Wongbee". Formati nel 2008.
 Israele
- Heyl Ha'Avir
  - "הצוות האווירובטי " ("Pattuglia Acrobatica") (Hatzerim)

Quattro Beechcraft T-6A "Efroni". Formati nel 1954.
 Malaysia
- Tentera Udara Diraja Malaysia
  - "Kris Sakti" ("Pugnale Magico"') (Alor Setar)

Cinque Extra 300L. Formati nel 2011.
 Pakistan
- پاک فِضائیہ (Pāk Fizāʾiyah)
  - "ﺸﻴر دﻝ " ("Sherdils" - "Cuori di Leone") (Rislpur)

Nove Hongdu K-8P Karakorum. Formati nel 1972.
 Singapore
- Republic of Singapore Air Force
  - "Black Knights" Aerobatic Team (Pattuglia Acrobatica "Cavalieri Neri") (Tengah)

Sei Lockheed F-16C "Fighting Falcon". Formata nel 1973.
 Thailandia
- กองทัพอากาศไทย (Kongthap Akat Thai)
  - ฝูงฝึกขั้นขั้นสูงที่ 3 - ทีม "นกฟีนิกซ์สีฟ้" (F̄ūng f̄ụk k̄hận k̄hận s̄ūng thī̀ 3 - thīm "Fīniks̒ Sīf̂" - 3º Gruppo Addestramento Avanzato - Pattuglia "Fenice Blu") (Kamphaeng Saen)

Cinque Pilatus PC-9. Formato nel 2012.
 Turchia
- Türk Hava Kuvvetleri
  - 134. (Akrotim) Filo Komutanlığı "Türk Yıldızları" (134º Gruppo (Acrobatico) "Stelle Turche") (Konya)

Otto Northrop NF-5A 2000. Formati nel 1992.

### America
Brasile
- Força Aérea Brasileira

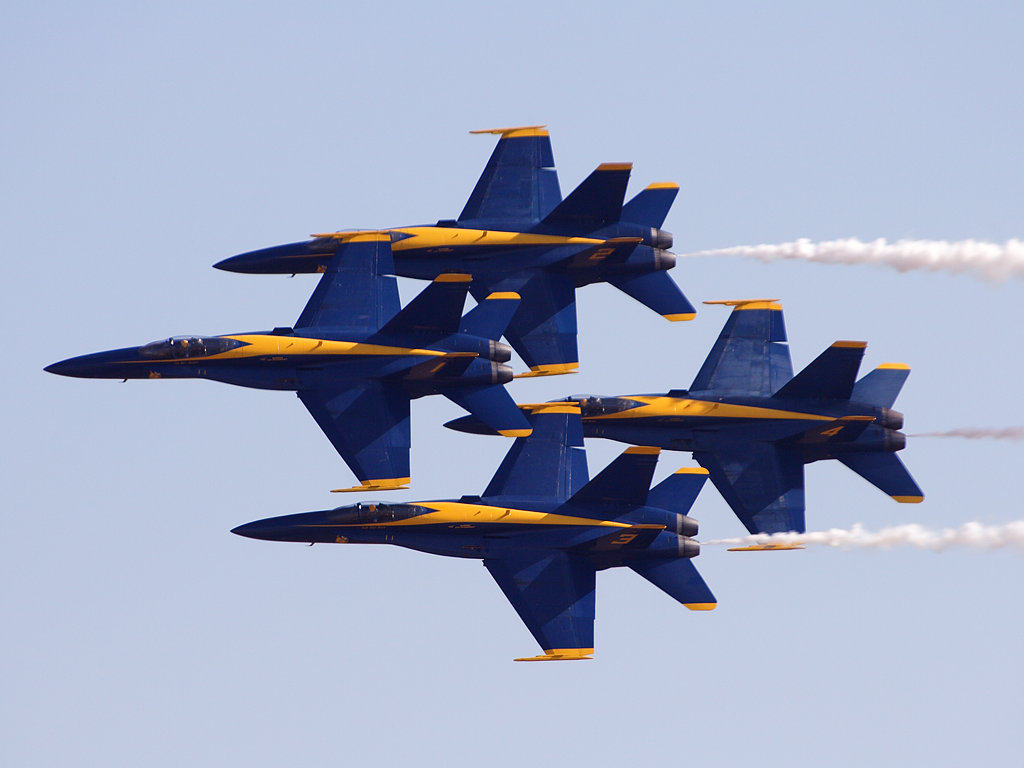
Una figura acrobatica eseguita dai Blue Angels con i loro McDonnell Douglas F/A-18 Hornet.

  - Esquadrão de Demonstração Aérea - "Esquadrilha da Fumaça" (Gruppo Dimostrativo Aereo - "Squadriglia del Fumo") (Pirassununga-Campo Fontenelle)

Sette A-29A. Formati nel 1968.
 Canada
- Canadian Forces Air Command
  - 431 Air Demonstration Squadron "Snowbirds" (431º Gruppo Dimostrativo Aereo "Junco") (Moose Jaw)

Nove CT-114 "Tutors". Formati nel 1978.
 Cile
- Fuerza Aérea de Chile
  - Escuadrilla de Alta Acrobacia "Los Halcones" (Squadriglia di Alta Acrobazia "I Falchi") (Santiago/El Bosque)

Cinque Extra 300L. Formati nel 1981.
 Stati Uniti
- United States Air Force
  - Air Demonstration Squadron "Thunderbirds" (Gruppo Dimostrativo Aereo "Uccelli del Tuono" (Nellis - NV)

Sei General Dynamics F-16CM "Fighting Falcon". Formati nel 1953.
- United States Navy
  - Navy Flight Demonstration Squadron "Blue Angels" (Gruppo di Volo Dimostrativo della Marina "Angeli Blu") (Pensacola - FL)

Sei McDonnell Douglas F/A-18C "Hornet". Formati nel 1946.

### Oceania
Australia
- Royal Australian Air Force
  - "Roulettes" (East Sale)

Sei Pilatus PC-21. Formati nel 1970.
 Nuova Zelanda
- Royal New Zealand Air Force
  - "Black Falcons" ("Falchi Neri") (Ohakea)

Cinque Beechcraft T-6 "Texan II". Formati nel 2017.

### Europa

Un passaggio dei Northrop F-5E Tiger della Patrouille Suisse.

Croazia

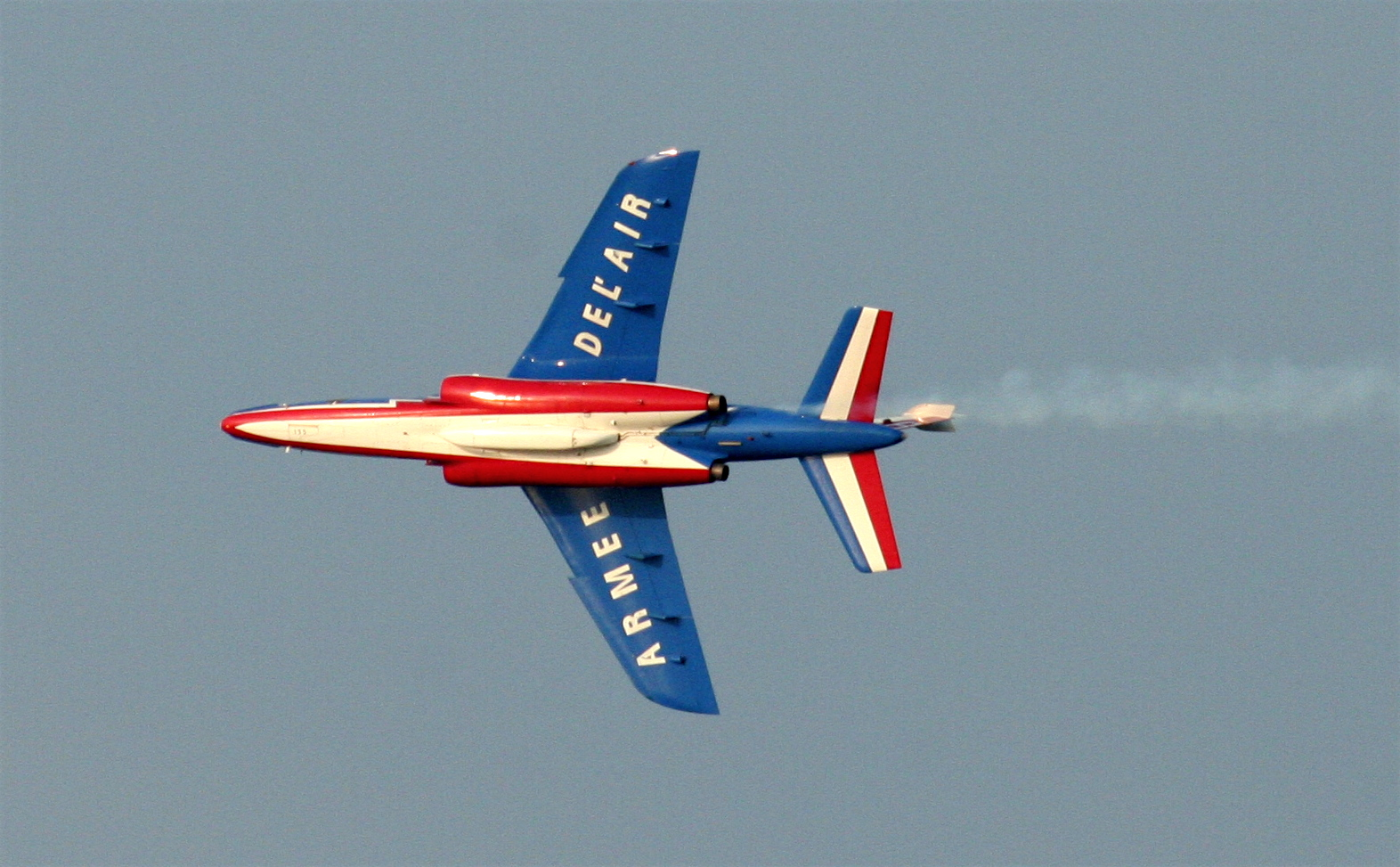
Patrouille de France

- Hrvatsko ratno zrakoplovstvo i protuzračna obrana
  - Akrobatska Grupa "Krila Oluje" (Gruppo Acrobatico "Ali della Tempesta") (Zemurnik)

Sei Pilatus PC-9M. Formato nel 2003.
 Finlandia
- Suomen ilmavoimat
  - "Midnight Hawks" ("Falchi di Mezzanotte")[3] (Jyväskylä)

Quattro BAe Hawk Mk.51. Formati nel 1997.
 Francia
- Armée de l'air
  - "Patrouille de France" ("Pattuglia di Francia") [4] (Salon-de-Provence)

Nove Dassault-Dornier Alpha Jet E. Formata nel 1953.
 Italia
- Aeronautica Militare
  - 313º Gruppo Addestramento Acrobatico - Pattuglia Acrobatica Nazionale "Frecce Tricolori" (Rivolto)

Dieci Aermacchi MB-339PAN. Formata nel 1961.
 Polonia
- Siły Powietrzne
  - Zespół Akrobacyjny "Orlik" (Pattuglia Acrobatica "Colombella") (Radom/Sadkow)

Sette PZL-130 "Orlik". Formata nel 1989.
- Zespół Akrobacyjny "Biało-Czerwone Iskry" (Pattuglia Acrobatica "Scintelle Bianco-Rosse") (Dêblin)

Sette PZL TS-11 Iskra MR. Formata nel 1969.
 Regno Unito
- Royal Air Force
  - Royal Air Force Aerobatic Team "Red Arrows" (Pattuglia acrobatica della Royal Air Force "Frecce Rosse") (Scampton)

Nove BAe Hawk T.1. Formata nel 1964.
- Royal Navy
  - "Black Cats" ("Gatti Neri") (Yeovilton)

Due AgustaWestland Wildcat HMA.2. Formati nel 2001.
- Army Air Corps
  - "Blue Eagles" ("Aquile Blu") (Middle Wallop)

Quattro Aérospatiale Gazelle. Formati nel 1968.
 Russia
- Воздушно-космические силы Российской Федерации (Voenno-vozdušnye sily Rossijskoj Federacii)
  - Пилотажная Группа "Русские Витязи" (Pilotazhnaya Gruppa "Russkie Vitjazi" - Gruppo Acrobatico "Cavalieri Russi") (Kubinka)

Otto Sukhoi Su-30SM. Formato nel 1991.
- Пилотажная Группа "Стрижи́" (Pilotazhnaya Gruppa "Striži" - Gruppo Acrobatico "Rondoni") (Kubinka)

Sei Mikoyan-Gurevich MiG-29S. Formato nel 1991.
 Spagna
- Ejército del Aire

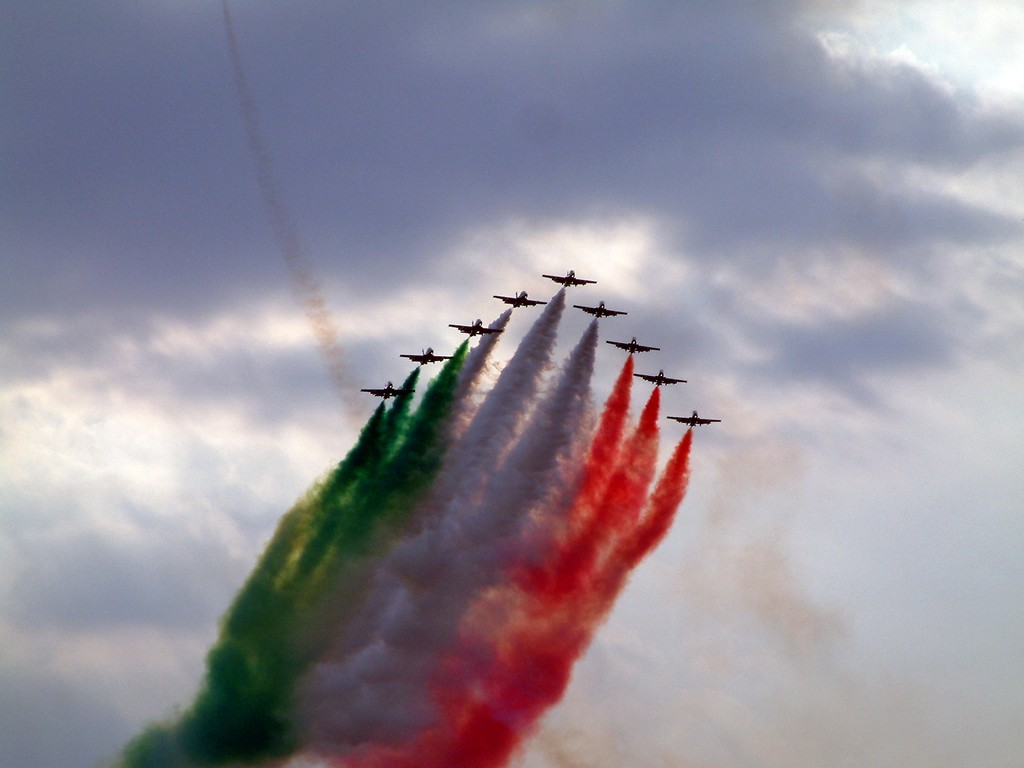
La Pattuglia acrobatica nazionale italiana in formazione

  - "Patrulla Águila" (Pattuglia "Aquila") (San Javier)

Sette CASA C-101 Aviojet. Formata nel 1985.
- "Patrulla Aspa" (Pattuglia "Lama") (Armilla)

Cinque Eurocopter EC 120 Colibri. Formata nel 2003.
 Svezia
- Svenska Flygvapnet
  - "Team 60" (Linköping/Malmen)

Sei SK-60. Formato nel 1976.
 Svizzera
- Forze aeree svizzere
  - "Patrouille Suisse" (Emmen)

Sei Northrop F-5E Tiger. Formata nel 1964.
- "PC-7 Team" (Dübendorf)

Cinque Pilatus PC-7. Formato nel 1989.

## Lista delle pattuglie acrobatiche civili
(lista parziale)

### America
Stati Uniti
- Patriots Jet Team

Aero L-39C Albatros

### Europa
Italia
- Blue Voltige

Fournier RF-4D e Fournier RF-5
- The Red Bulls

Sukhoi Su-29 e Su-31

WeFly! Team

Fly Sinthesys Texan Top Class
 Francia
- Team Tranchant

Fouga CM-170 Magister
- Breitling Jet Team (Breitling Jet Team)

Aero L-39C Albatros
- Patrouille Captens

Mudry CAP 10
 Lettonia
- Baltic Bees

Aero L-39C Albatros
 Polonia
- Grupa Akrobacyjna Żelazny

Zlín Z 50
 Regno Unito
- The Blades

Extra EA-300LP
 Spagna
- Jacob 52

Yakovlev Yak-52
 Serbia
- Stars Aerobatic team

Soko G-2 Galeb
 Svizzera
- P3 Flyers

Pilatus P-3

## Preparazione
Per eseguire tale pratica è necessario avere una buona salute, in quanto il sistema cardiocircolatorio, scheletrico e neurologico viene particolarmente sollecitato, inoltre alcune manovre sviluppano elevati g (accelerazione in rapporto a quella terrestre) sia positivi che negativi, i g positivi portano alla visione nera, dove il sangue viene spinto dalla testa verso i piedi, mentre i g negativi si ha la visione rossa e il sangue viene spinto dai piedi verso la testa, tuttavia è possibile migliorare la resistenza ai g positivi con la manovra di Valsalva, che permette di spingere il sangue dalla periferia al cuore con la contrazione del torchio addominale e degli arti, mentre in caso di g negativi si deve effettuare un'inspirazione lenta durante tutta la durata dell'accelerazione, inoltre un'eccessiva attività aerobica porta a una riduzione della resistenza ai g, mentre attività isometrica stretching compreso, porta ad un miglioramento di questa resistenza.